# Suelo poligonal

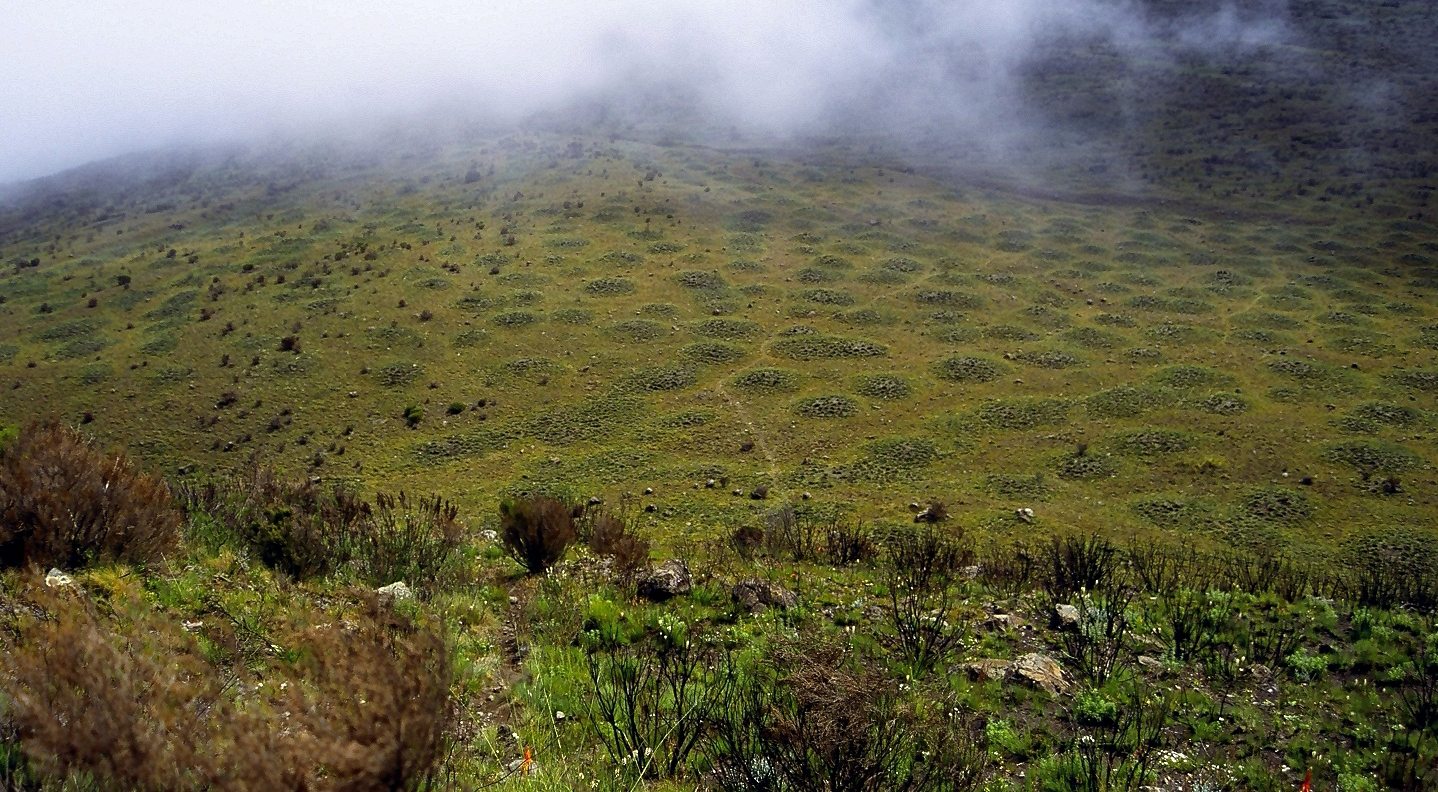
El suelo estampado debajo de Mugi Hill en el Monte Kenia se encuentra en un área de heladas estacionales.

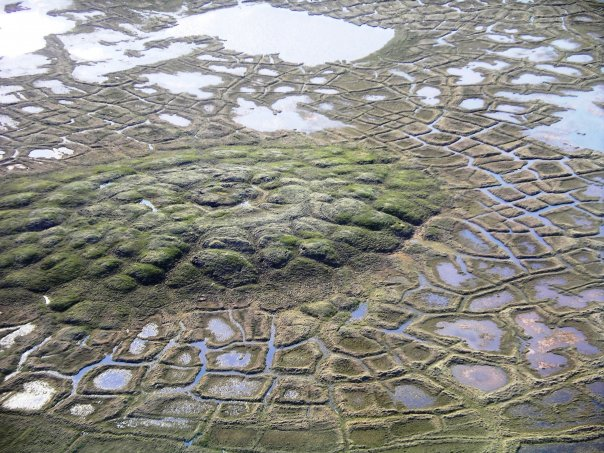
Un pingo y suelo poligonal cerca de Tuktoyaktuk, Territorios del Noroeste, Canadá

El suelo poligonal (en inglés patterned ground) también conocido como suelo estampado, suelo reticulado o campo de polígonos, es el patrón natural distinto y, a menudo, simétrico de formas geométricas formadas por la deformación del material del suelo en las regiones periglaciales . Por lo general, se encuentra en regiones remotas del Ártico, la Antártida y el interior de Australia, pero también se encuentra en cualquier lugar donde se alternan la congelación y la descongelación del suelo; También se ha observado suelo poligonal en el hiperárido desierto de Atacama y en Marte. Las formas geométricas y los patrones asociados con el suelo estampado a menudo se confunden con creaciones humanas artísticas. El mecanismo de formación del suelo modelado ha desconcertado a los científicos durante mucho tiempo, pero la introducción de modelos geológicos generados por computadora en los últimos 20 años ha permitido a los científicos relacionarlo con el levantamiento por heladas, la expansión que ocurre cuando los suelos son húmedos, de grano fino y porosos congelado.